# Götaland

Götaland (in Blautönen) mit den dazugehörigen historischen Provinzen

Götaland, lateinisch Gothia [ˈjøːtaland], ist der südlichste der heutigen drei schwedischen Landesteile (schwed. landsdelar) Götaland, Norrland und Svealand.

## Geographie
Das Gebiet umfasst die zehn historischen Provinzen, auch „Landschaften“ (schwed. landskap) genannt, Blekinge, Bohuslän, Dalsland, Gotland, Halland, Öland, Östergötland, Småland, Schonen (Skåne) und Västergötland (Westergötland). Götalands Nordgrenze zieht sich von der Ostsee in westlicher Richtung an den großen Seen Vättern und Vänern entlang bis hin zum schwedisch-norwegischen Grenzgebirge im Nordwesten. Nördlich grenzt es an Svealand, das den mittleren Teil Schwedens ausmacht.
Götaland hat eine Fläche von 97.220,72 km², und eine Bevölkerung von 4,88 Millionen Einwohnern.

## Geschichte der Region
Andere ältere Namen der Region sind „Gothia“, „Gothlan[d]“ und „Gotland“. Es bestand einst aus souveränen Königreichen, deren Bewohner im Altnordischen „Gautar“ genannt wurden. Man spekuliert, dass es sich bei diesen um die „Geatas“ handelt, das Volk des Beowulf aus dem altenglischen Epos gleichen Namens. Laut anderer Spekulationen war die Region Ursprungsort der Goten. Bereits 150 n. Chr. wurden die Einwohner der Region von dem griechischen Geographen Claudius Ptolemäus als „Götarna“ bezeichnet.
Erst seit dem späten Mittelalter begann man Götaland als einen Teil Schwedens zu betrachten. In altnordischen und altenglischen Quellen wurde es noch als eine autonome Region unabhängig von Schweden beschrieben. Reichsrat und Großgrundbesitzer Bo Jonsson Grip beschrieb in einer Quelle aus dem Jahr 1384 Schweden als aus den Teilen Svealand, Österland und Götaland bestehend.  Allerdings hatte sich bereits Karl Sverkersson als König der Svear und Götar (Gautar) ausgerufen, den beiden Volksgruppen, die anscheinend alle Stämme Schwedens in sich vereinten. Die Bezeichnung Schweden (Sverige) steht nach Erik Olofsson eigentlich für „Zwerike“ was soviel bedeutet wie „Zwei Reiche“ und eben die Reiche der Svear und Götar umschreibt. Das schwedische Reich, so heißt es in „König Christoffers Landesgesetz, ist schon in der Heidenzeit aus den Ländern der Svear und Götar entstanden.“
Im frühen Mittelalter gehörten wahrscheinlich Småland, welches aus den „Ländern“ Njudung, Värend, Möre, Ydre, Tjust, Finnveden und Kinda bestand, die Insel Öland, Östergötland, Västergötland (inklusive Dalsland) und Värmland und Närke zu Götaland. Värmland zählte im frühen 19. Jahrhundert noch als Teil Götalands. Värmland und Närke sind heute Teile von Svealand.
Blekinge, Bohuslän, Halland und Schonen wurden im Frieden von Roskilde von 1658 Schweden zugesprochen. Bohuslän gehörte zuvor zu Norwegen und die anderen Provinzen zu Dänemark. Diese Provinzen gehören seitdem zu Götaland. Die ehemals dänischen Provinzen werden zusammenfassend als Skåneland umschrieben.

## Landesteil Schwedens
Im heutigen Schweden ist die Einteilung nach Landesteilen von marginalem Interesse. Es wird hauptsächlich in der Meteorologie und in der zusammenfassenden Statistik verwandt. Heute verwendet man für die NUTS-1-Region Södra Sverige (SE2, ‚Südschweden‘), unter Einbezug von Östergötland. Im Rechtswesen hält der Göta Hovrätt (in etwa: Oberlandesgericht Götaland) die Erinnerung an den früheren Landesteil lebendig. Allerdings ist der Gerichtsbezirk kleiner als das historische Götaland. Die Region ist wirtschaftlich sowohl durch Landwirtschaft als auch Industrie geprägt. Zu den angebauten Nutzpflanzen zählen Getreide, Kartoffeln oder Zuckerrüben. In Teilen des Landes wird Viehzucht betrieben. Zu den Branchen der Industrie gehören die Fertigung von Kraftfahrzeugen, der Schiffbau oder Steinbrüche sowie die Herstellung von Glas, Papier und Stoffen. Götaland ist seit der Mitte des 18. Jahrhunderts die am dichtesten besiedelte Region Schwedens.